# ジョン・フーゲンホルツ
ジョン・フーゲンホルツ（Johannes Bernhardus Theodorus "Hans" Hugenholtz, 1914年10月31日 - 1995年3月25日）は、オランダ出身のレースサーキット設計者、サーキット運営者である。サーキット設計者としては、鈴鹿サーキット（1962年完成）、ゾルダー・サーキット（1963年）の設計者として特に知られる。サーキットの運営者としては、オランダのザントフォールト・サーキットの支配人を長く務め、その間、サーキット連盟（AICP）を創設し、サーキット間の連携で主導的な役割を担ったほか、キャッチフェンスを考案するなど、サーキットの安全性向上にも大きな貢献を果たした。
原語における通称はハンス・フーゲンホルツ（Hans Hugenholtz）だが、国際的にはジョン・フーゲンホルツ（John Hugenholtz）として知られる人物であるため、本記事もそれに倣う。

## 経歴
1914年に、オランダ北東部のフレダーでプロテスタントの聖職者の父親の下に生まれた。一家の転居に伴い、1918年にはオランダ中西部のプルメレント、1924年には南西部のアンメルストルに移る。その後、ユトレヒトで法律を学び、ジャーナリストとなった。
自身もアマチュアのバイクレーサーとなるほどモータースポーツを好み、オランダ国内で、オランダ自動車レースクラブ（Nederlandse Auto Race Club, NARC）、パイオニア自動車クラブ（Pionier Automobielen Club）など、いくつかの組織の設立に創設者として携わる。
1949年にザントフォールト・サーキットの支配人となり、同職を1974年まで務めた。この間、他のサーキットの支配人たちに働きかけ、1951年にパリの国際自動車連盟（FIA）本部でモンツァ、シメイ、ブランズ・ハッチ、ホッケンハイムリンク、ニュルブルクリンク、モンレリ、グレンツラントリンクの各サーキットの支配人たちと会合を持ち、サーキット支配人連盟（Fédération des Directeurs de Circuit）を創設し、その初代会長職を1954年まで務める。

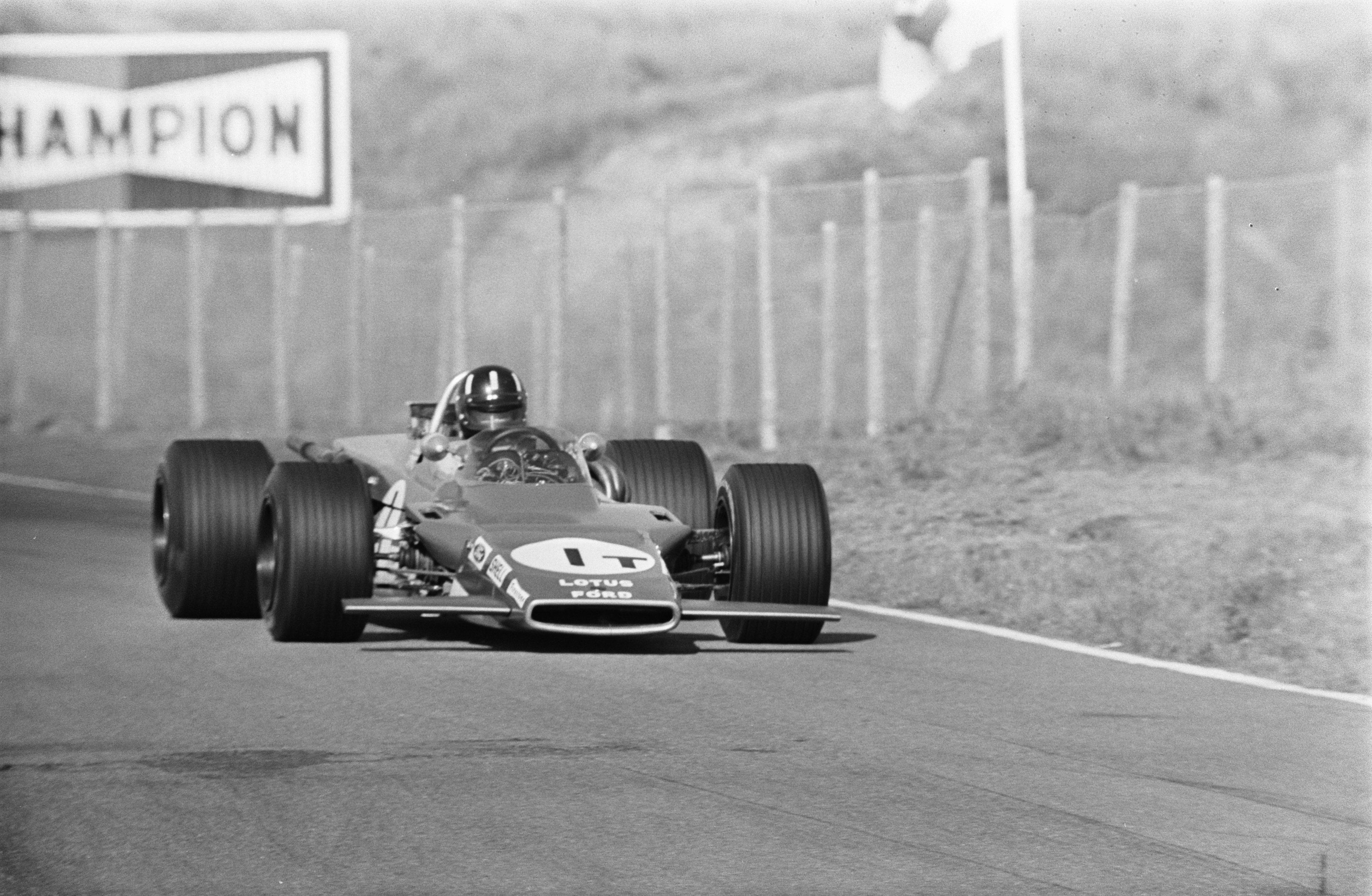
コースサイドにキャッチフェンスを備えたザントフォールト・サーキット（1969年）

フーゲンホルツはサーキットの安全性向上にも尽力し、コースから弾き出された車やタイヤを金網を用いて緩やかに減速させる「キャッチフェンス」を考案するとともに、各サーキットへの普及を促した。

### 鈴鹿サーキット設計
本田技研工業（ホンダ）は三重県鈴鹿市にレース用サーキットを建設することを計画し、1960年12月に建設責任者の塩崎定夫、ホンダのロードレース世界選手権チームのチームマネージャーである飯田佳孝らをヨーロッパのサーキット視察に出張させた。その際、サーキット設計者を探していた一行は、飯田が以前からヨーロッパ転戦で世話になっていたオランダのホンダディーラーであるモーカルクを介してフーゲンホルツに接触する。日本初の全面舗装の常設サーキットの設計と監修を依頼されたフーゲンホルツはその要請を快諾し、1961年の年明け早々に来日し、サーキット設計に着手する。

鈴鹿サーキットのコースレイアウト（2005年時点）

フーゲンホルツはサーキット設計にあたって、前年に塩崎が作成した案を下敷きに荒唐無稽な箇所は破棄し、「8の字レイアウト」という基本コンセプトを明確に定め、1～2コーナーの形状、S字区間、ダンロップコーナー、デグナー、スプーン、130Rといった今日の鈴鹿サーキットを特徴づける各区間はフーゲンホルツ参加後に形を現していった。フーゲンホルツは鈴鹿サーキット建設予定地にほど近い四日市市に滞在し、コースレイアウトの設計を手掛けるだけではなく、サーキット運営の第一人者として、建物などの付帯設備の配置、観客の動線設計、監視ポストの位置などを示し、サーキット完成後を見据えたノウハウをサーキット側に提供した。こうして、鈴鹿サーキットは翌1962年に完成した。
その後、鈴鹿サーキットは、最終コーナー手前のシケインの設置（1982年）、デグナーカーブの複合コーナー化（1987年）、130Rの複合コーナー化（2003年）などの改修はされているが、コースレイアウトそのものは2017年現在でもフーゲンホルツが設計した1962年当時のものから大きくは変わっていない。
その後のホンダとの関係
鈴鹿サーキット建設にあたって生まれたホンダとの縁から、フーゲンホルツはホンダがF1に初めて参戦（ホンダF1・第1期）するにあたって、いくつかの協力をしている。ホンダは当初はエンジンサプライヤーとして参入することを計画していたため、ホンダが研究用に必要としていたクーパーシャシーの手配や、供給先の候補のひとつとなったジャック・ブラバムへの紹介はいずれもフーゲンホルツが仲介した
。ホンダが実戦用に製作した最初の車両であるRA271のシェイクダウンは1964年7月にザントフォールト・サーキットで行われたが、これも支配人であるフーゲンホルツとホンダの関係によって実現している。
モータースポーツ以外では、ベルト式無段階変速機の可能性を探っていた本田宗一郎が、オランダ訪問の際にフーゲンホルツを介してDAFを見学するなどしている。

### その他のサーキット設計
1961年に鈴鹿サーキットを手掛けた後、フーゲンホルツはベルギーのゾルダー・サーキット（1963年完成）、スペインのハラマ・サーキット（1967年完成）といった新設サーキットの設計を手掛け、この2サーキットも後にそれぞれF1のベルギーグランプリ、スペイングランプリを開催している。
新設サーキット以外では、1960年代半ばにホッケンハイムリンクの改修（コース短縮と周回方向の反転）を担当し、フーゲンホルツは新たなメインストレートを含むスタジアムセクションの設計を手掛けた。ホッケンハイムリンクでは、このレイアウトになってから自動車レースが盛んに開催されるようになり、1967年に始まったヨーロッパF2選手権や、F1のドイツグランプリの開催サーキットとして定着することとなる。このレイアウトは、その後シケインの追加などはあったが、2002年にヘルマン・ティルケの設計による改修（コース短縮）を受けるまで使用された。ティルケによる改修で旧来のフォレストゾーンは大幅に削られたが、フーゲンホルツが設計したスタジアムセクションはそのまま残され、2017年現在も使用されている。
なお、「ザントフォールト・サーキットの設計者」とされることがしばしばあるが、これは誤りで、1948年に完成した同サーキットはイギリス人のサミー・デイヴィスの助言に基づいて設計されたと言われている。

### 死去
1995年1月10日、ザントフォールトで運転中に交通事故に遭い、同乗していた妻は即死し、フーゲンホルツ自身もこの時の負傷により2ヶ月後に自宅で死去した。

## 設計を担当したサーキット
サーキット設計にあたって、安全性を確保する観点から、下記の点を基準としていると述べている。
- トラックの幅は9m以下であってはならない。
- トラックの両側には、直線であれば15～20メートル以上、コーナーでは50～70m以上の平坦なスペースを設ける。
- トラックの両側には全て二重か三重の柵を作り、コーナーにはキャッチフェンスも設ける。壁、溝、ガードレールは使用しない。

### 新設
- 1962年 鈴鹿サーキット
- 1963年 ゾルダー・サーキット
- 1967年 ハラマ・サーキット
- 1968年 シャー・アラム・サーキット
- 1970年 オンタリオ・モータースピードウェイ  - 現地の建築家のマイケル・パーカー（Michael Parker）との共同設計
- 1971年 ニヴェル・ボレール

### 改修
- 1966年 ホッケンハイムリンク  - 周回方向の反転、新設のスタジアムセクションの設計を担当

### 計画のみ
- 1960年代後半 ニッポン・サーキット - 全長6 kmほどのサーキットで、千葉県市原市付近に建設予定だった[13]。1967年に計画が発表され、設計を依頼されたフーゲンホルツは1968年5日に来日して現地視察を行い、帰国後に設計も始めたが[13]、建設計画は実現しなかった。

## 人物・エピソード

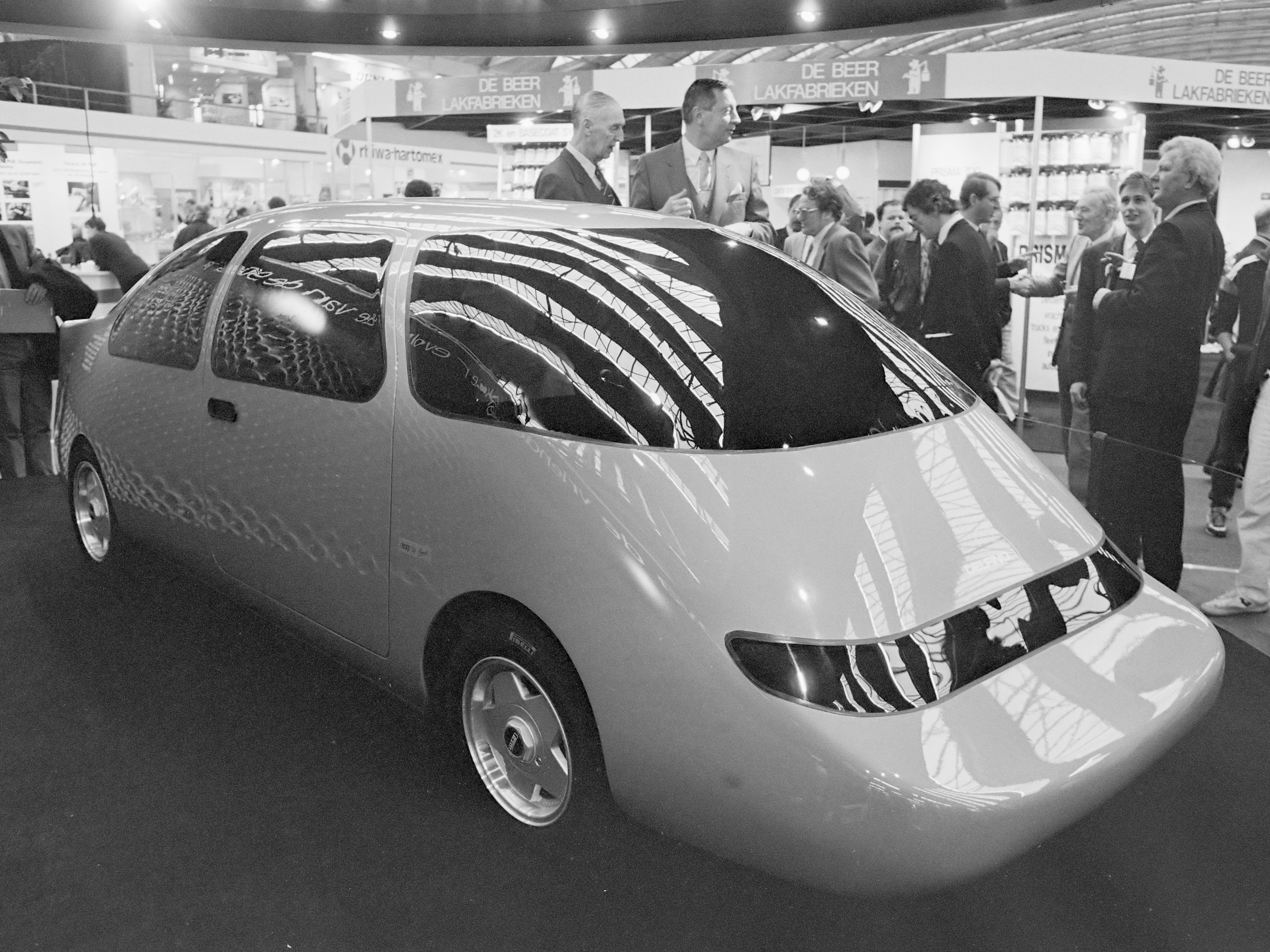
Delfino（1989年）

- 1930年代から1940年代にかけて、イギリスの『モータースポーツ（英語版）』誌にバイクや車についての英文投稿を頻繁にしていた[W 26]。同誌への投稿では、第二次世界大戦が終結した1945年からオランダのサーキット建設への投資を呼び掛けている[W 27][注釈 14]ほか、後に国際的な通称となる「John Hugenholtz」を1930年代から自ら名乗っている[W 29]。
- 1948年に「Barkey」、1989年に「Delfino」という2台の車両の設計を手掛けているが、どちらも販売には至らなかった。
- 1974年にザントフォールト・サーキットの支配人を引退する際に、サーキットからの餞別として、同サーキットの第3コーナーの名称は「Hugenholtzbocht（フーゲンホルツコーナー）」になった[W 30]。

### 家族
1949年にデン・ハーグで結婚。妻マリアンヌ・ソフィー・バン・ライネック・リーシシウス（Marianne Sophie van Rheineck Leyssius）との間に1男1女あり、長子で同名のジョン・フーゲンホルツJr.（1950年生まれ）はプロドライバーとなり、1970年代にオランダ国内の自動車レースに参戦した。フーゲンホルツJr.は、後にデベロッパー事業や輸入業などで複数の会社を経営するようになり、その傍ら、いわゆるジェントルマンドライバーとして1990年代から2000年代にかけてル・マン24時間レースやFIA GT選手権に「Hans Hugenholtz」というエントリー名で参戦している。